# Cinderella (рок-группа)
Cinderella (с англ. — «Золушка») — американская рок-группа, основанная в 1983 году в Филадельфии. Неизменными участниками группы на протяжении всей её истории являются поющий гитарист и клавишник Том Кифер, басист Эрик Бриттингэм и соло-гитарист Джефф ЛаБар.
Наделавший немало шума в середине и конце 80-х хард и блюз-рок квартет Cinderella успешно функционировал вплоть до начала 1990-х годов, привлекая публику смешением стилей Aerosmith и Led Zeppelin. Однако с наступлением эпохи гранжа Cinderella растеряли значительную часть своей аудитории.

## История
Эта американская группа из Филадельфии была сформирована в 1983 году Томом Кифером (гитара, вокал) и Эриком Бриттингэмом (бас) при участии Майкла Келли Смита (гитара) и Тони Дестра (ударные). Последние двое покинули состав коллектива в 1985 году, сформировав глэм-метал квартет Britny Fox и были заменены Джеффом ЛаБаром (экс-White Foxx) и Джоди Кортезом, соответственно. Все они ранее были участниками различных малоизвестных групп. Сначала они играли в клубах Пенсильвании, оттачивая своё мастерство и пытаясь получить контракт со звукозаписывающими компаниями. За время клубных выступлений группа приобрела известность, став превосходной концертной командой. Как-то на выступлении группы в одном из филадельфийских клубов ребят приметил Джон Бон Джови, и команда ему так понравилась, что он порекомендовал компании «Mercury/Polygram records» подписать контракт с «Синдереллой». Вскоре после записи первого альбома Кортеза сменил Фред Коури.
Первый альбом группы Cinderella Night Songs вышел в 1986. На «Night Songs» сразу же проявились незаурядные способности Кифера как талантливого автора композиций. Том оказался очень плодовитым автором, песни которого легко запоминались. Альбом за шесть недель стал «золотым», а чуть позже благодаря очень успешным синглам «Nobody’s Fool» и «Somebody Save Me» — «платиновым». В том же году они отправляются на гастроли в качестве разогрева вместе с Bon Jovi. Группа становится все более известной. Помимо Bon Jovi, группа выступала с AC/DC, Дэвидом Ли Ротом и Judas Priest.
Стиль группы, чем-то похожий на AC/DC и Aerosmith, плюс хрипловатый вокал Тома оказались довольно-таки популярными, и их композиция «Nobody’s Fool» достигла тринадцатой строчки в американских чартах, а сам дебютный альбом занял третье место. На втором диске «Long Cold Winter» уже присутствовал более индивидуальный саунд. Cinderella исполняла оригинальный блюз-рок, идеально сочетавшийся с хриплыми интонациями Кифера. Особенным успехом пользовались такие песни, как «Gypsy Road», «Don’t Know What You Got (Till It’s Gone)» (штатовский № 12 в сентябре 1988-го) и «Coming Home».
В 1988 выходит второй альбом Long Cold Winter. Cinderella моментально становится одной из знаковых групп рок-музыки. Группа становится хэдлайнером, гастролируя по всему миру. В 1989 в Москве группа приняла участие в Международном Московском фестивале мира в компании с Оззи Осборном, Bon Jovi, Skid Row, Scorpions, Mötley Crüe и Gorky Park.
Третий альбом «Heartbreak Station» был не так прост для понимания, как предыдущие работы группы, и поэтому не имел такого шумного успеха. При его записи было использовано множество акустических и слайд-гитар, а также саксофон и в некоторых песнях целый оркестр. К тому же мода стала все сильнее склоняться в сторону музыки гранж, и глэм-роковые коллективы стали терять свои позиции на рынке.
На третьем альбоме «Heartbreak Station» группа использовала элементы ритм-энд-блюза, которые придали альбому схожесть с The Rolling Stones. Этот диск был менее успешным, чем предыдущие, хотя композиция «Shelter Me» с него попала в американский Топ 40.
Отыграв очередное мировое турне, группа затихла, потому что произошли некоторые неприятные события: у Тома начались проблемы с горлом и он был вынужден некоторое время находиться под наблюдением врача, группу покинул Фред, его заменили на Kevin Valentine, который ушёл при записи четвёртого альбома и вместо него взяли Ray Brinker, скончалась мама Тома, и одна из лучших песен нового альбома «Hard To Find The Words» посвящена ей.
Фред Коури ушёл в Arcade и на временную подмену ему был взят экс-ударник из Shadow King Кевин Валентайн. Кифер же избавился от проблемы с голосовыми связками, хотя это потребовало длительного перерыва прежде чем группа смогла приступить к записи нового альбома. Вышедший в 1994 году диск «Still Climbing» оказался удачным возвращением группы к музыкальной деятельности, так как он был исполнен в стиле «Long Cold Winter». Барабанил на нём Кенни Ааронофф — ударник Джона Мелленкампа. Cinderella же в это время подыскивала себе нового ударника по Интернету. В конце концов, им вроде бы это удалось. Новым членом их группы стал Кевин Конвей.
Четвёртый альбом группы «Still Climbing» (1994) получил хорошие отзывы критики и неплохо крутился на радио, что было очень символично, потому что Cinderella оставалась, пожалуй, единственной командой из становящихся все более далёкими 1980-х, которая чувствовала себя относительно уверенно по сравнению с Warrant, Skid Row, Poison и многими другими, находившимися тогда в стадии полураспада. Но мода на эту музыку прошла, MTV не хотело больше крутить клипы Cinderella, а преданные поклонники не могли обеспечить высокий рейтинг группы в чартах.
В 1995 году, после неудачных клубных выступлений, Cinderella распалась. После этого Том начал работу над сольным альбомом, ему помогал Рэй. Джеф не упоминался в прессе вообще, а Фред продолжал играть концерты с различными коллективами.
В 1996 группа в старом составе отыграла концерт-бенефис в Нью-Джерси и подготовила сборник своих лучших работ, записав новую песню. Их последний диск «Once Upon A…» вышел в 1997 году.
После 1997 года выходили лишь концертные записи и сборники. Такой долгий перерыв был обусловлен проблемами с голосовыми связками у вокалиста, начавшимися в 1991 году. По словам музыканта, эти проблемы удалось решить; к 2010 году группа планировала новое турне, а затем — запись нового материала. После относительно удачного турне по Европе и Америке в 2010 году, Cinderella объявила о туре на 2011 год в том числе с посещением Москвы спустя 20 лет, сама же группа отмечает этим туром свой 25-летний юбилей.
17 июня 2011 в клубе «Arena Moscow» состоялся концерт группы Cinderella.

## Дискография
Студийные альбомы
- Night Songs (1986)
- Long Cold Winter (1988)
- Heartbreak Station (1990)
- Still Climbing (1994)
- Once Upon A ...(1997) (сборник)

## Участники
- Том Кифер — вокал, соло-, ритм- и акустическая гитары, клавишные, пианино, мандолина, добро, саксофон, губная гармоника
- Эрик Бриттингэм — бас-гитара, бэк-вокал
- Джефф ЛаБар — соло-, ритм- и акустическая гитары, бэк-вокал; умер в 2021.[1]

- Фред Коури — ударные, перкуссия, бэк-вокал

Концертные музыканты
- Гари Корбетт — клавишные, бэк-вокал (умер в 2021).[2]

Бывшие участники
- Майкл Смерик — соло- и ритм гитары, бэк-вокал (1983—1985)
- Тони Дэстра — ударные, перкуссия (1983—1985; умер в 1987)
- Джим Дрнек — ударные, перкуссия (1985—1986)
- Кевин Конвэй — ударные, перкуссия (1991)
- Кевин Валентайне — ударные, перкуссия (1991—1993)

Сессионные музыканты
- Джоди Кортез — ударные, перкуссия (1986)
- Кенни Аронофф — ударные, перкуссия (1994)

Участники туров
- Рик Кринити — клавишные, пианино, орган, синтезатор, бэк-вокал (1986—1995)
- Гари Нутт — бас-гитара (1989, 2000)
- Рай Бринкер — ударные, перкуссия (1994—1995)
- Джон Роджерс — ударные, перкуссия (2009—2010)
- Пал Тайлор — клавишные, бэк-вокал (2012)